# Jüan Csen
Jüan Csen, (pinjin, hangsúlyjelekkel: Yuán Zhěn; kínai: 元稹; Wade-Giles átírás: Yüan Chen) (Lojang (Luoyang) 779 – 831. szeptember 2.) kínai költő és politikus a Tang-dinasztia korából. Felnőtt korában kapott tiszteleti neve Vejcse (Weizhi) (微之) volt.

## Élete
Az  Északi Vej (Északi Wei) birodalom mongol származású Tuoba nevű uralkodói családjának 10. generációs leszármazottja volt. A család nevét időközben az új császár parancsára kínaiasították.
Már nyolcéves korában megtanult írni, kilencévesen verseket írt, tizenöt évesen állami vizsgát tett a konfuciánus tanok értelmezéséből. 23 éves korában már a császári irattárban dolgozott. 806-ban különleges császári vizsgát tett a stratégiai gondolkodás témakörében, és a 18 vizsgázó közül – köztük volt életre szóló barátja, Po Csü-ji (Bai Juyi) is – az első helyet nyerte el. Ezután a kormányzatban a törvényhozási iroda tanácsadója lett. Hamar belevetette magát az udvari intrikákba, harcos és kritikus magatartásával sok ellenséget szerzett. Ellenfelei hamarosan eltávolították a fővárosból. Később újra sikerült visszakerülnie a császári udvarba. Kegyvesztettsége és visszatérése többször megismétlődött. Pályafutása vége felé vidéki kormányzóságot kapott, ahol maga is hírhedt lett korrupt magatartásáról.

## Költészete
820 körül már elismert költő volt, a verseire költött dalok Po Csü-ji (Bai Juyi) műveivel együtt rendkívül népszerűek voltak. Költői stílusukban sok a közös vonás. Jüan Csen (Yuan Zhen) is közérthetően igyekezett kifejezni magát, ő is visszatért a régi jüe-fu (jo fu) dalok stílusához. Az ő költészetében is nagy  szerepe van a társadalomkritikának.
Versei, esszéi, egyéb írásai 100 (kínai tekercs) kötetben maradtak fenn. Összeállított egy 300 kötetes gyűjteményt is régi írásokból és kortárs jogi szövegekből.
A régi kínai költők közül legközelebb Tu Fu állt hozzá. A sok vers mellett egy elbeszélése is fennmaradt, ami a Tang-kori művészi novella műfajának (csuan csi) egyik legkiemelkedőbb alkotása. Története századokon keresztül számos változatban élt tovább, erre alapszik a sok szerző által feldolgozott színmű, a Hszi hsziang csi (A nyugati szoba) is.

## Fordítás
- Ez a szócikk részben vagy egészben a Yuan Zhen című angol Wikipédia-szócikk ezen változatának fordításán alapul.  Az eredeti cikk szerkesztőit annak laptörténete sorolja fel. Ez a jelzés csupán a megfogalmazás eredetét és a szerzői jogokat jelzi, nem szolgál a cikkben szereplő információk forrásmegjelöléseként.